# Dom F. D. Thomasa
Dom F. D. Thomasa (ang. F.D. Thomas House) jest położony w USA w stanie Illinois. Mieści się w Hrabstwie Adams w wiosce Camp Point i jest wpisany do Narodowego Rejestru Miejsc Historycznych.